# میرو آنالیزگر کاوشی الکترونی EPMA
میکرو آنالیزگر کاوشی الکترونی (EPMA) یک روش پیشرفته برای تعیین ترکیب شیمیایی مواد جامد است که از پرتو الکترونی متمرکز برای ایجاد برهم‌کنش با نمونه و تولید پرتوهای ایکس مشخصه عناصر موجود استفاده می‌کند. این روش که به دلیل دقت و وضوح بالا شناخته می‌شود، در زمینه‌هایی نظیر زمین‌شناسی، علوم مواد، و تحقیقات صنعتی کاربرد گسترده دارد.

## تاریخچه و توسعه EPMA
ایده استفاده از پرتو الکترونی برای تحلیل مواد به اواسط قرن بیستم بازمی‌گردد. اولین دستگاه EPMA توسط ریچارد انسلین در سال ۱۹۵۱ ساخته شد. در دهه ۱۹۶۰، این تکنولوژی با توسعه روش‌های تشخیص پرتوهای ایکس توسط طیف‌سنج‌های WDS (طیف‌سنج توزیع طول‌موج) به بلوغ رسید.
تحقیقات بعدی منجر به توسعه دستگاه‌های پیشرفته‌تر با توانایی تحلیل چندین عنصر به‌صورت همزمان و تهیه نقشه‌های شیمیایی با وضوح بالا شد.

## اصول عملکرد EPMA
عملکرد EPMA به سه مرحله اصلی تقسیم می‌شود:
1. تولید پرتو الکترونی:  الکترون‌ها توسط یک تفنگ الکترونی تولید و شتاب داده می‌شوند. سپس، این الکترون‌ها از طریق یک لنز الکترومغناطیسی به یک نقطه بسیار کوچک روی نمونه متمرکز می‌شوند.
2. برهم‌کنش پرتو الکترونی با نمونه:  الکترون‌ها هنگام برخورد با سطح نمونه با اتم‌های آن تعامل می‌کنند و انرژی لازم برای تحریک الکترون‌های داخلی اتم‌ها و تولید پرتو ایکس مشخصه را فراهم می‌کنند.

اولین تجهیزات مورد استفاده

3. اولین تجهیزات مورد استفادهتحلیل پرتوهای ایکس:  پرتوهای ایکس تولیدشده توسط دتکتورهای WDS یا EDS جمع‌آوری و تحلیل می‌شوند. طیف ایکس به دست‌آمده اطلاعاتی دقیق درباره عناصر موجود و غلظت آن‌ها ارائه می‌دهد.[۲]

## ویژگی‌های اصلی EPMA
EPMA به‌عنوان یک تکنیک پیشرفته دارای ویژگی‌های منحصربه‌فردی است:
- تحلیل نقطه‌ای دقیق: توانایی تعیین ترکیب شیمیایی نقاطی به کوچکی ۱ میکرون.
- نقشه‌برداری عناصر: نمایش توزیع مکانی عناصر در سطح نمونه.
- دقت کمی بالا: امکان اندازه‌گیری غلظت عناصر با دقت کمتر از ۱٪.
- توانایی تفکیک طیفی: امکان شناسایی عناصر با خطوط طیفی نزدیک به هم.

## تجهیزات و اجزای اصلی EPMA
1. تفنگ الکترونی: برای تولید و شتاب‌دهی الکترون‌ها.
2. سیستم خلا: برای جلوگیری از پراکندگی الکترون‌ها.
3. سیستم نمونه‌گیر: نگهدارنده‌ای برای جایگذاری نمونه با قابلیت حرکت دقیق در سه بُعد.
4. دتکتورهای WDS و EDS: ابزارهایی برای تحلیل انرژی و طول‌موج پرتوهای ایکس.
5. سیستم کامپیوتری: برای پردازش داده‌ها، ذخیره‌سازی، و نمایش نتایج.

## کاربردهای EPMA

### 1. زمین‌شناسی و علوم کانی‌شناسی
- تحلیل ترکیب شیمیایی کانی‌ها و سنگ‌ها.
- تعیین سن زمین‌شناسی از طریق شناسایی عناصر نادر.
- نقشه‌برداری از ترکیب کانی‌ها در مقاطع نازک.

### 2. مهندسی مواد
- بررسی میکروساختار آلیاژها و کامپوزیت‌ها.
- تعیین یکنواختی و پراکندگی عناصر در مواد پیشرفته.

### 3. الکترونیک و نیمه‌هادی‌ها
- تحلیل لایه‌های نازک و ساختارهای میکروالکترونیکی.
- شناسایی آلودگی‌های سطحی در نیمه‌هادی‌ها.

### 4. علوم زیستی و پزشکی
- شناسایی مواد معدنی در بافت‌های بیولوژیکی.
- بررسی ترکیب شیمیایی استخوان‌ها و دندان‌ها.

## مزایا و محدودیت‌های EPMA

### مزایا:
- دقت بالا در شناسایی عناصر.
- قابلیت تحلیل غیرمخرب.
- امکان کار با نمونه‌های کوچک و پیچیده.

### محدودیت‌ها:
- هزینه بالای دستگاه و تعمیرات.
- نیاز به اپراتور متخصص.
- محدودیت در تحلیل عناصر سبک (مانند هیدروژن و لیتیوم).

## مقایسه EPMA با روش‌های مشابه
EPMA در مقایسه با روش‌های دیگر مثل SEM-EDS و XRF مزایای متعددی دارد. جدول زیر ویژگی‌های این روش‌ها را مقایسه می‌کند:
| ویژگی      | EPMA                      | SEM-EDS    | XRF                |
| ---------- | ------------------------- | ---------- | ------------------ |
| دقت        | بسیار بالا                | متوسط      | متوسط              |
| توان تفکیک | میکروسکوپی                | میکروسکوپی | کلی                |
| هزینه      | بالا                      | پایین      | متوسط              |
| کاربرد     | تحلیل نقطه‌ای و نقشه‌برداری | تحلیل کلی  | شناسایی سریع عناصر |

## یادداشت
1. ↑  Technologies for chemical analyses, microstructural and inspection investigation.
2. ↑  «Introduction to EPMA».